# Lucius Valerius Claudius Poplicola Balbinus Maximus
Lucius Valerius Claudius Poplicola Balbinus Maximus ou Lucius Valerius Claudius Publicola Balbinus Maximus (fl. 253) était un homme politique de l'Empire romain.

## Vie
Fils de Lucius Valerius Claudius Acilius Priscillianus Maximus.
Il était consul en 253.
Il fut le père de Lucius Valerius Messalla.